# دايكي ماتسوموتو
دايكي ماتسوموتو (باليابانية: 松本 大輝) (مواليد 29 مايو 1991)، هو لاعب كرة قدم ياباني سابق كان يلعب كمهاجم.

## وصلات خارجية
- دايكي ماتسوموتو على موقع رابطة كرة القدم اليابانية للمحترفين (اليابانية)
- دايكي ماتسوموتو على موقع قاعدة بيانات كرة القدم.إي يو (الإنجليزية)
- دايكي ماتسوموتو على موقع Soccerway.com (الإنجليزية)
- دايكي ماتسوموتو على موقع عالم كرة القدم.نت (الإنجليزية)